# 趙翥
趙翥，河南洛陽洛寧縣人。明朝政治人物、工部尚书。
其有志節，以学问著称。从訓導被举荐賢良，升任贊善大夫，之后再当工部尚書。其请奏规定明朝每年制造军器数量等，以及制定藩王王宫等制度。洪武十二年，改为刑部尚书，后辞职回乡。